# Juan Mosco
Juan Mosco (Egas, Cilicia, c. 550 - Roma o Constantinopla, c. 634) fue un monje sirio, autor de obras hagiográficas sobre los padres del desierto y sobre san Juan el Limosnero. Su nombre procede del griego ho tou Moschou, hijo de Mosco. Era conocido por el sobrenombre de El Abstemio (ho eukratas). 

## Biografía
Ingresó en el monasterio de San Teodosio (Palestina) y después se retiró durante un decenio para vivir entre los eremitas del valle del río Jordán. Junto a su discípulo Sofronio (futuro patriarca de Jerusalén con el nombre de Sofronio I de Jerusalén) viajó por Egipto. En el Sinaí pasó otro largo periodo de tiempo (de unos diez años) en el monasterio de los Eliotas y después en otro del desierto de Judea. En 594 asistió a la investidura de Sofronio como patriarca de Jerusalén. A partir de entonces, la inestabilidad política de la zona y las amenazas bélicas de persas y árabes obligarán a Juan Mosco y Sofronio a continuos viajes para huir del peligro, sobre todo tras la caída de Jerusalén en poder persa en 614. Juan y Sofronio recorrerán Siria, Cilicia, Egipto, Chipre, Samos para, finalmente, refugiarse en Roma o Constantinopla. En una de estas ciudades murió Juan Mosco tras haber redactado una de sus obras más conocidas, El prado. Antes de morir, Juan solicitó a Sofronio (dedicatario de El prado) que enterraran su cuerpo en el Sinaí o en San Teodosio, el monasterio donde se hizo monje. Dada la imposibilidad de viajar al Sinaí, Sofronio cumplió la voluntad de su maestro inhumando sus restos en Palestina.

## Obras

### El prado
Su obra El prado (Leimon, traducido al latín como Pratum spirituale, Prado espiritual) es una obra hagiográfica donde se recogen anécdotas piadosas y enseñanzas de los grandes ascetas, algunos de los cuales él conoció personalmente durante sus viajes. Se trata de una fuente documental importantísima para conocer el ambiente espiritual de su tiempo y los ritos y ceremonias que se practicaban en un momento donde también eran frecuentes las herejías. 
La primera edición impresa del libro data del siglo XVII y se debió a Fronton du Duc, quien lo incluyó en la Auctarium biblioth. patrum, II (París, 1624), 1057-1159. Una nueva edición estuvo a cargo de Jean-Baptiste Cotelier en la Ecclesiae Graecae Monumenta, II (París, 1681), reimpresa por J.-P. Migne en Patrologia Graeca. LXXXVII, III, 2851-3112. La traducción latina de El prado realizada por Ambrogio Traversari fue impresa en Patrologia Latina, LXXIV, 121-240. Se tradujo al italiano a partir de la versión latina de Traversari (Venecia, 1475; Vincenza, 1479).

### Vida de Juan el Limosnero
Junto a su discípulo Sofronio, Juan escribió la biografía de Juan el Limosnero. De esta hagiografía se conserva el primer capítulo que incluyó Leoncio de Neápolis en su Vita S. Joanni Eleemosynarii, publicada después por Simón Metafraste (P.G., CXIV, 895-966).